# 7575 Kimuraseiji
7575 Kimuraseiji (1989 YK) là một tiểu hành tinh vành đai chính được phát hiện ngày 22 tháng 12 năm 1989 bởi Yoshio Kushida và Osamu Muramatsu ở đài thiên văn Nam Yatsugatake.